# 西藏自治区
西藏自治區（藏語：བོད་རང་སྐྱོང་ལྗོངས，威利转写：Bod rang skyong ljongs，藏语拼音：Pö Ranggyong Jong），简称藏，通稱西藏，是中华人民共和国西南地区边疆的一个藏族自治区（省级民族自治地方）。位于青藏高原上，面积120.28万平方公里，约占中国总面积的八分之一，自治区人民政府驻拉萨市城关区金珠東路1号。

## 名称
漢語「西藏」一詞一般认为始于清朝康熙二年（1663年）《清實錄》，实則最早出現在明朝万历三年（1575年）《明实录》，指“西海（今青海湖）以西的乌思藏”。清人先後用「土伯特」、「烏斯藏」、「烏思藏」、「圖白忒」或「唐古特」來稱呼西藏，特別是衛、藏地區。此後因藏文「衛藏」中的「衛」字與滿文中的「西方」（wargi）一詞讀音相近，且衛藏又處在中國西南方向，因此「衛藏」一詞先在滿文中譯為「Wargi Dzang」，即「西边的藏」，再從滿文譯成漢文的「西藏」一詞。

## 历史

### 舊石器時代晚期
目前已知，青藏高原约在距今一萬年至五萬前的舊石器時代晚期，開始有居民。
主流史学界认为西藏雅鲁藏布江流域有旧石器时代到新石器时代衍化的完整考古证据证明西藏人在18,000年前左右已经有活动的证据。按照目前考古學上的證據，在距今14,000年和8,000年之間的中石器時代，就已經有人類開始在西藏居住。1978年，考古學家在昌都發現屬於新石器時代的骸骨和陶器，在進行研究以後，認定這些物件距今大約有7,000年之久。

### 上古时期
西藏民族的起源，依照西藏佛教故事裡面的傳說，該族来自于阿尔泰山、西藏岡仁波齊峰和天山相鄰地區最原始的六個氏族（或六大姓氏，即噶、哲、扎、党、訥沃、韋達），是瀰猴與羅剎女婚配而繁衍出來的後裔。在《隋書》中，也可以找到位於甘肅東部拉卜愣一帶之党氏藏人（即宕昌羌）自稱為瀰猴種的記載。 最早的西藏王国可能是《史记》中记载的单同。但有证据显示古国象雄开始于铁器时代。 象雄兴旺时可能包括今天大部分藏区，包括象雄和蕃两个民族。只是到了聂赤赞普时代，吐蕃部落兴起，逐渐脱离象雄王室脆弱的统治，加之苏毗的崛起，切断象雄王室与东部象雄（多康地区）的联系，以后的象雄就只限于今天阿里和克什米尔了， 位于吐蕃的西北部。
唐旄是两支羌族人，也称为葱茈羌，原居住在天山南部，以葱岭一带藏北为中心。 象雄衰弱后，唐旄渐渐向东面和南面扩大，成为一大国，北界接于阗（今新疆和田），东北与苏毗（今青海玉树一带）接壤，西至天竺（今印度），南境山南地区。6世紀末，髮羌后裔吐蕃部落渐渐崛起，自山南地区雅隆河谷向唐旄后期中心逻些（今拉萨）推进。
在6世紀以前，整個西藏高原都分布著很小國家和部族，多說藏語，也有羌人与鲜卑人的后代。這些部落後來合併為12個小邦，其中以位於山南地區雅隆河谷的羌族的一支最為強大，統一諸邦，後來建立吐蕃王朝。根據西藏传说，大约在西元前127年的時候，雅魯藏布江流域的幾位苯教領袖，曾經一起迎立聶赤贊布為王。後來的吐蕃王朝的建立者宣稱自己是聶赤贊布的後代。

### 中古時代
唐時为吐蕃，西藏更早之前就和中原有联系，但在唐開始與官方交流而並無從屬關係；一度是与阿拉伯帝国和大唐并称的亚洲三大帝国，后解体，13世纪被蒙古人所征服，之後在1271年蒙古大汗忽必烈後定国号为大元，乌思藏（今西藏中部、西部及其迤西地区）、朵甘等地正式成为大元帝国的一部分，元朝属宣政院。

### 衛藏時代

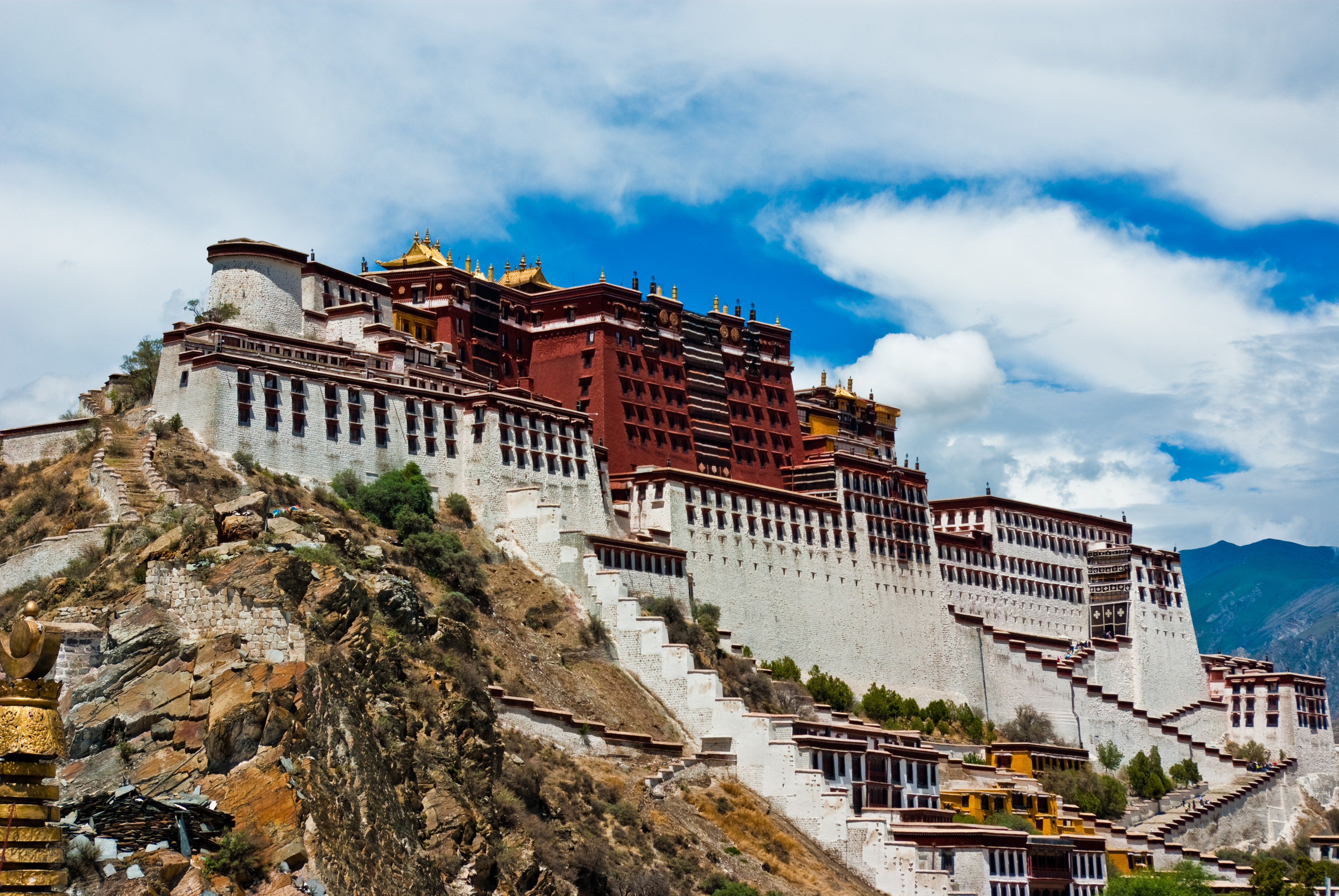
位於拉薩的布達拉宮

清初称卫藏，「卫」即藏语「中央」的意思，拉萨周边地区的统称，清朝稱為前藏，「藏」是日喀则地区的统称，清朝稱后藏。
1652年，藏传佛教格鲁派五世达赖喇嘛应邀到北京會见清世祖顺治皇帝，他贈予順治帝「文殊皇帝」的尊號，順治帝贈予他「達賴喇嘛」的尊號（「達賴喇嘛」原為蒙古俺答汗給第三世達賴喇嘛的尊號），而后五世班禅又接受康熙皇帝贈予的尊號，建立了雙方的供施關係。清朝由此正式承認达赖喇嘛與班禅额尔德尼的尊號和在西藏的政治宗教地位，此后中國政府贈予历世达赖和班禅尊號遂成定制。1727年，雍正皇帝正式设立驻藏大臣处理對藏事务。

### 近代西藏
清末藏区推動改土归流，辛亥革命后清朝勢力被驱逐出藏。但中华民国沿袭清朝版图，设立處理蒙藏事务的机构蒙藏事务局（1914年5月改称蒙藏院），并任命驻藏办事长官（未入藏），直属国务总理。国民政府成立后设置西康省和西藏地方，1929年蒙藏院改制为蒙藏委员会。1936年，英國在拉薩設立使團。国民政府代表參加了第十四世达赖喇嘛的坐床。1940年4月，蒙藏委员会在拉萨设立驻藏办事处，作为中国政府在西藏的代表机构。西藏的政府噶厦不承認中華民国對藏主權，西康省金沙江以西地區和西藏地方处于事实上的独立状态，并与尼泊尔、英国等国往来。1949年國民政府代表被驅逐出藏。
1950年8月15日，墨脱县发生MW 8.5地震，即1950年墨脱地震。地震引发山体崩塌、滑坡和泥石流，墨脱大地面目全非。这次大地震中，在中国造成了约4,000人死亡，而在印度的死亡人数也达到了1,526人。
1950年10月中國人民解放軍在康區的昌都战役消灭了藏軍主力，打通进軍衛藏的門戶。1951年5月23日，中华人民共和国中央人民政府與西藏政府签订《中央人民政府和西藏地方政府关于和平解放西藏办法的协议》（通称《十七条协议》），解放军进入拉萨。1956年4月22日，西藏自治区筹备委员会在拉萨举行成立大会，正式成立。

### 西藏自治区成立

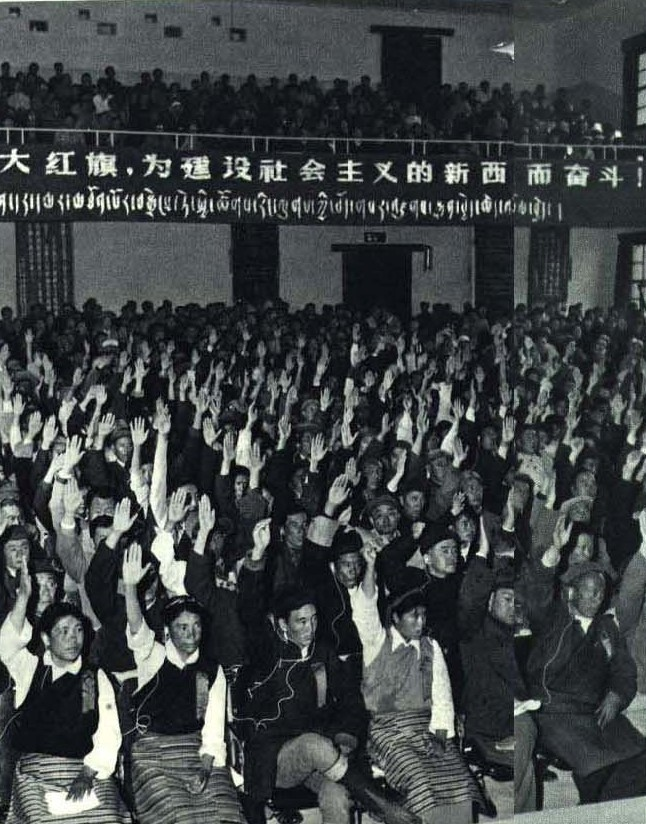
1965年9月西藏自治区第一届人大第一次会议

1959年3月10日，拉薩事件被鎮壓後，1959年3月28日，中华人民共和国国务院宣布解散原西藏政府，由西藏自治区筹委会行使西藏政府职权，自治区筹备委员会於1959年7月17日第二次全体会议通过了《关于在西藏全区进行民主改革的决议》，中央政府决定提前进行西藏土地改革運動（又稱作「西藏民主改革」），政府推行土地公有制、废除农奴制、 收繳民間武器，摧毀寺院，基層建政等等，有些部落不接受「改革」反抗或逃跑，被政府定性成「叛亂」。1965年9月1日，西藏自治区正式宣告成立。

## 地理
西藏东面和北面与中华人民共和国青海省、四川省、云南省和新疆维吾尔自治区相邻，西面和南面与缅甸、印度、不丹、尼泊尔等国相邻。西藏为青藏高原的一部份；青藏高原，面积250万平方公里，占中国总面积的四分之一，平均高度在海拔4000公尺以上，是全球最高最大的高原，素有“世界屋脊”之称。距今两亿年前，本区原为一片汪洋大海，两千多万年前始在古喜马拉雅山造山运动中大幅崛起，形成今日的高原地貌。
西藏高原地區遼闊，擁有豐富的能源，其中尤以太陽能、水力、地熱三者為最。西藏太陽能為全中國最豐富的地區。拉薩，即因年日照數在3000小時以上，而有「日光城」之稱。高原之上，亦為中國與東南亞各大河流的發源地，如怒江等，水力蘊藏量為中國第一。高原上，日溫差甚大，所謂「一年無四季，一日見四季」正是形容年日溫差變化最佳的寫照。西藏的气候，由于地形、地貌和大气环流的影响，独特而且复杂多样。气候总体上具有西北严寒干燥，东南温暖湿润的特点。气候类型也因此自东南向西北依次有：热带、亚热带、高原温带、高原亚寒带，高原寒带等各种类型。
在藏东南和喜马拉雅山南坡高山峡谷地区，由于地势迭次升高，气温逐渐下降，气候发生从热带或亚热带气候到温带、寒温带和寒带气候的垂直变化。在冬季西风和夏季西南季风的交替控制下，西藏干季和雨季的分别非常明显，一般每年10月至翌年4月为干季；5月至9月为雨季，雨量一般占全年降水量的90%左右。各地降水量也严重不均，年降水量自东南低地的5000毫米，逐渐向西北递减到50毫米。藏南和藏北气候差异很大。藏南谷地受印度洋暖湿气流的影响，温和多雨，年平均气温8℃，最低月均气温—16℃，最高月均气温16℃以上。藏北高原为典型的大陆性气候，年平均气温0℃以下，冰冻期长达半年，最高的7月不超过10℃，6—8月较温暖，雨季多夜雨，冬春多大风。

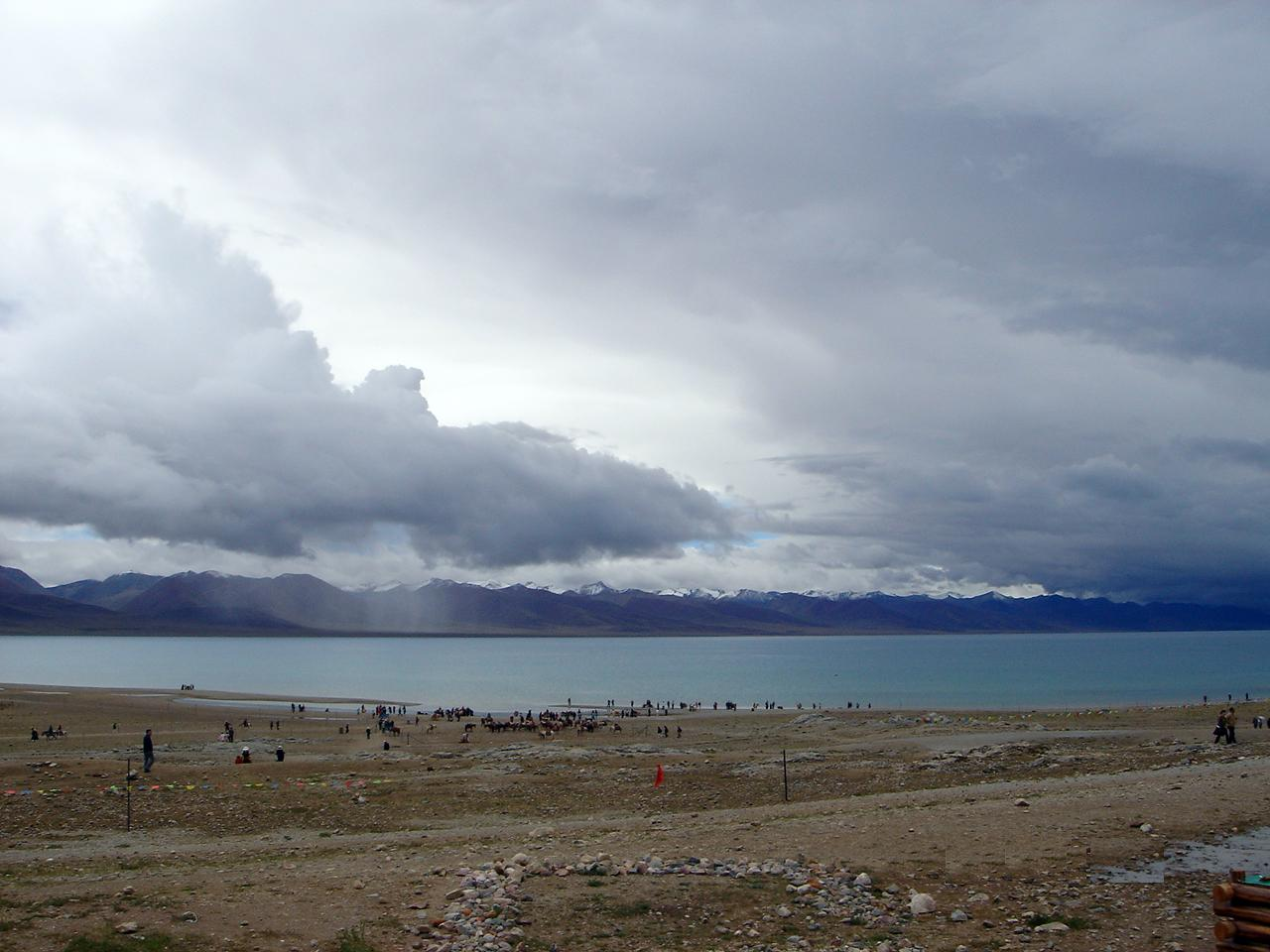
納木錯

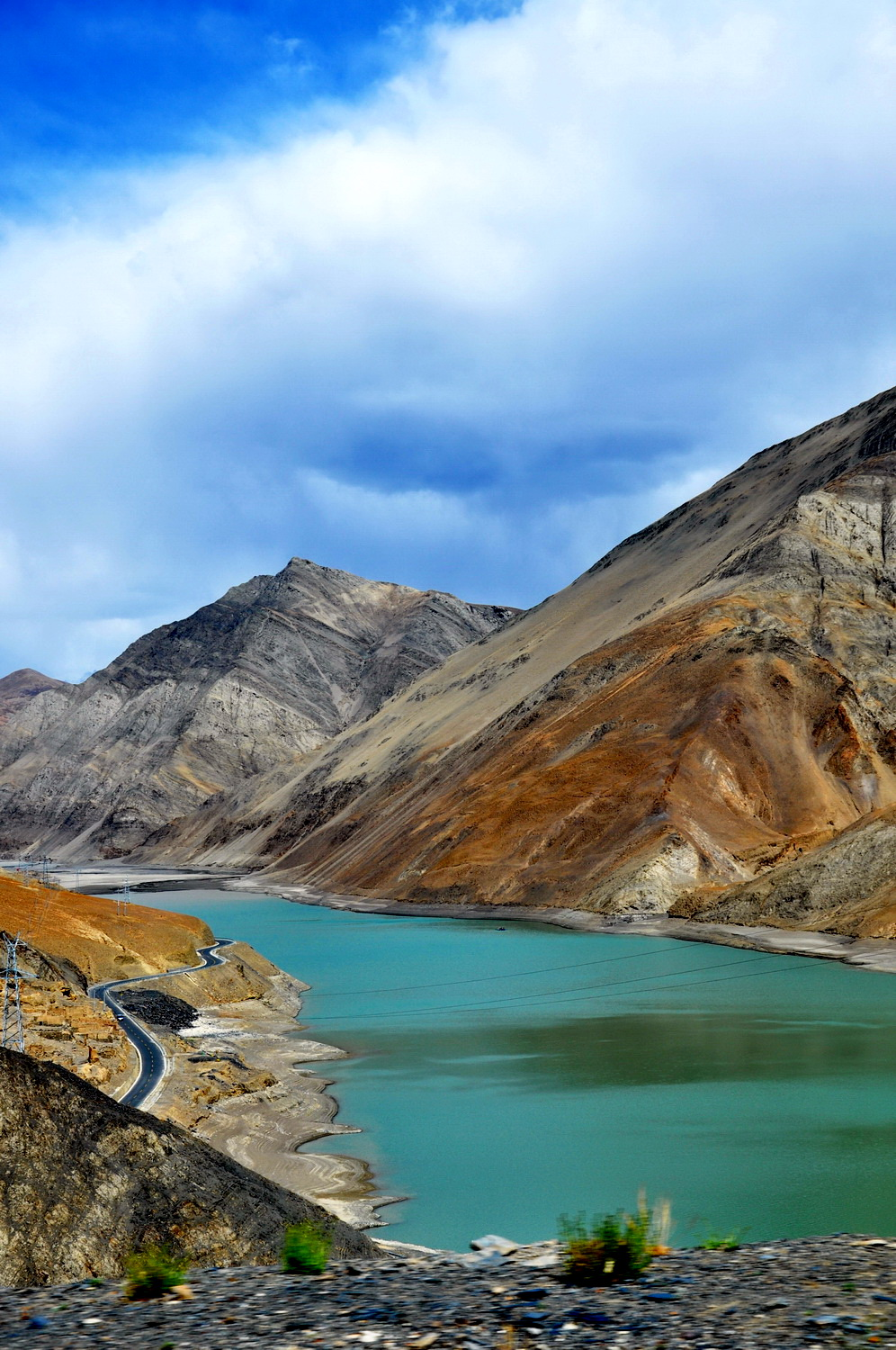
羊卓雍错

西藏是中国湖泊最多的地区，湖泊总面积约2.38万平方公里，约占全国湖泊总面积的30%。1500多个大小不一、景致各异的湖泊错落镶嵌于群山莽原之间，其中面积超过1000平方公里的有纳木错、色林错和扎日南木错，超过100平方公里的湖泊有47个。西藏湖泊类型多样，几乎包含了中国湖泊的所有特征；区属湖泊中，淡水湖少，咸水湖多，初步查明的各类盐湖大约有251个，总面积约8000平方公里，盐湖的周围多有丰饶的牧场，也是多种珍贵野生动物经常成群结队出没之地。西藏最为著名的湖泊有纳木错、羊卓雍错、玛旁雍错、班公湖、巴松错、森里错等。
2011年唯一国家科技进步特等奖的荣誉授予了《青藏高原地质理论创新与找矿重大突破》项目，該項目組織專家大範圍調查了青藏高原礦產，補齊了以往的空白，首次发现念青唐古拉、冈底斯、班公湖-怒江三大巨型成矿带，发现驱龙、甲玛、雄村等7个超大型和25个大型矿床，潜在经济价值3兆元人民币以上。驱龙铜矿储量1036万吨，规模跃居中国国内第一，甲玛多金属矿相当于10个标准大型铜矿、5个标准大型金矿。预计整个青藏高原矿产资源总量可达铜8000万吨，金2000吨，铅锌3000万吨。青藏高原特有永冻土带里蕴含着丰富的可燃冰，超过350亿吨油当量的可燃冰，超過鄂尔多斯盆地含量。

### 四至
| 方位 | 地点                     | 坐标                                          |
| ---- | ------------------------ | --------------------------------------------- |
| 北   | 那曲市双湖县嘎措乡       | 36°29′02″N 88°22′34″E / 36.48380°N 88.37620°E |
| 东   | 昌都市芒康县索多西乡     | 29°13′43″N 99°06′56″E / 29.22860°N 99.11550°E |
| 南   | 山南市错那县             | 26°51′18″N 92°06′33″E / 26.85500°N 92.10920°E |
| 西   | 阿里地区札达县楚鲁松杰乡 | 32°32′17″N 78°23′33″E / 32.53810°N 78.39240°E |

## 行政区划

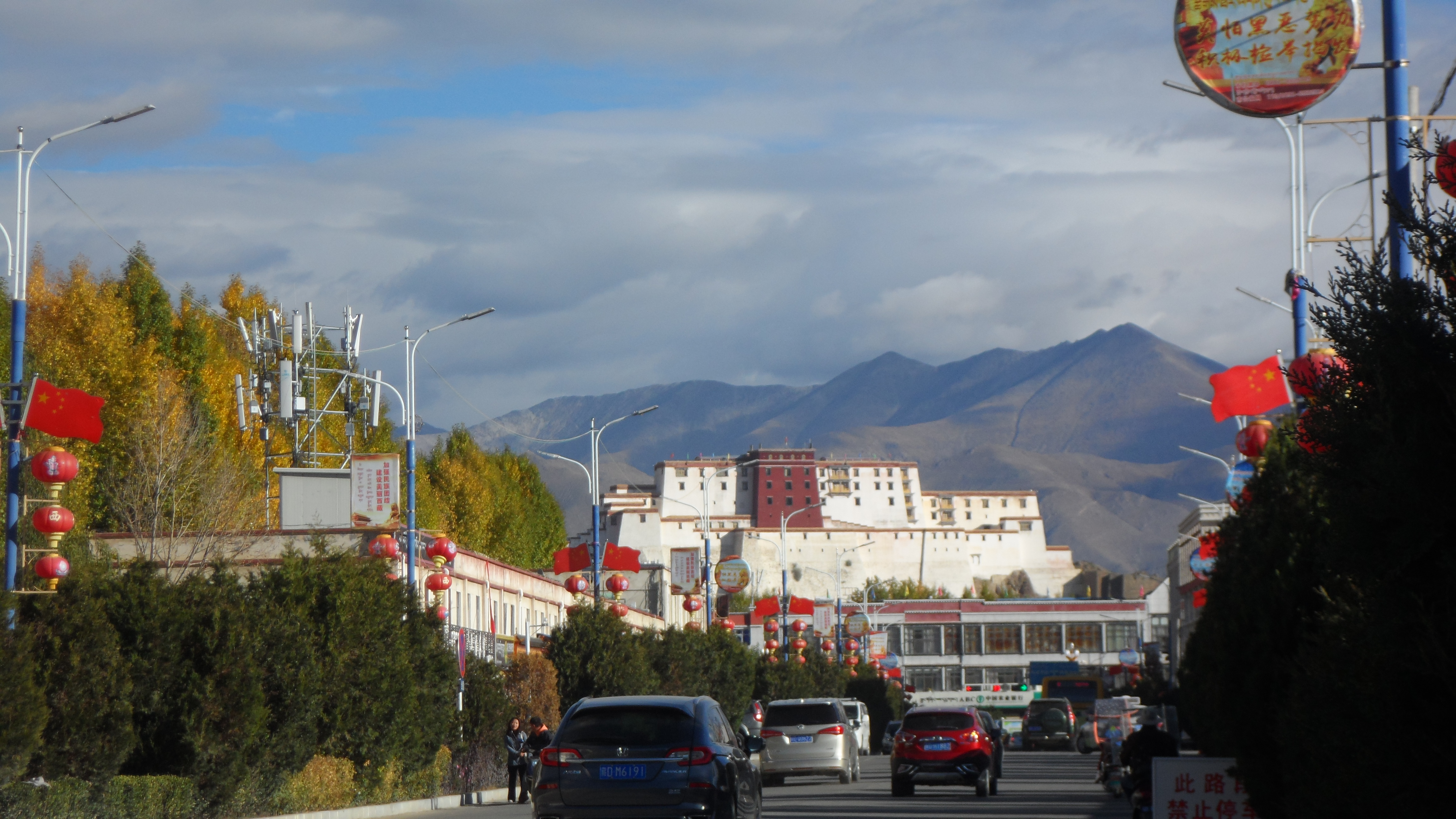
西藏第二大城市日喀则

西藏自治区现辖6个地级市、1个地区，下设8个市辖区、2个县级市、64个县。
- 地级市：拉萨市、日喀则市、昌都市、林芝市、山南市、那曲市
- 地区：阿里地区

| 西藏自治区行政区划图 | 西藏自治区行政区划图    | 西藏自治区行政区划图                                    | 西藏自治区行政区划图 | 西藏自治区行政区划图    | 西藏自治区行政区划图 | 西藏自治区行政区划图 | 西藏自治区行政区划图 | 西藏自治区行政区划图 | 西藏自治区行政区划图 |
| --- | ----------------------- | ------------------------------------------------------- | -------------------- | ----------------------- | -------------------- | -------------------- | -------------------- | -------------------- | -------------------- |
| 拉萨市 日喀则市 昌都市 林芝市 山南市 那曲市 阿里地区 ☐ 西藏自治区部分地区（包括藏南地区） · 与印度、不丹存在领土纠纷， · 详见中印边界问题和中不边界争议。 |                         |                                                         |                      |                         |                      |                      |                      |                      |                      |
| 区划代码 | 区划名称 藏文           | 汉语拼音 威利转写 藏语拼音                              | 面积 （平方公里）    | 常住人口 （2020年普查） | 政府驻地             | 县级行政区划         | 县级行政区划         | 县级行政区划         | 边境管理区范围       |
| 区划代码 | 区划名称 藏文           | 汉语拼音 威利转写 藏语拼音                              | 面积 （平方公里）    | 常住人口 （2020年普查） | 政府驻地             | 市辖区               | 县级市               | 县                   | 边境管理区范围       |
| 540000 | 西藏自治区 བོད་རང་སྐྱོང་ལྗོངས | Xīzàng Zìzhìqū bod rang skyong ljongs Poi Ranggyongjong | 1,202,189.48         | 3,648,100               | 拉萨市               | 8                    | 2                    | 64                   | 境内部分地区         |
| — 地级市 — |                         |                                                         |                      |                         |                      |                      |                      |                      |                      |
| 540100 | 拉萨市 ལྷ་ས་གྲོང་ཁྱེར        | Lāsà Shì lha sa grong khyer Lhasa Chongkyir             | 29,634.01            | 867,891                 | 城关区               | 3                    |                      | 5                    | 无                   |
| 540200 | 日喀则市 གཞིས་ཀ་རྩེ་གྲོང་ཁྱེར  | Rìkāzé Shì gzhis ka rtse grong khyer Xigazê Chongkyir   | 179,902.60           | 798,153                 | 桑珠孜区             | 1                    |                      | 17                   | 境内部分地区         |
| 540300 | 昌都市 ཆབ་མདོ་གྲོང་ཁྱེར      | Chāngdū Shì chab mdo grong khyer Qamdo Chongkyir        | 109,816.98           | 760,966                 | 卡若区               | 1                    |                      | 10                   | 无                   |
| 540400 | 林芝市 ཉིང་ཁྲི་གྲོང་ཁྱེར       | Línzhī Shì nying khri grong khyer Nyingchi Chongkyir    | 114,215.10           | 238,936                 | 巴宜区               | 1                    | 1                    | 5                    | 境内部分地区         |
| 540500 | 山南市 ལྷོ་ཁ་གྲོང་ཁྱེར        | Shānnán Shì lho kha grong khyer Lhoka Chongkyir         | 79,253.53            | 354,035                 | 乃东区               | 1                    | 1                    | 10                   | 境内部分地区         |
| 540600 | 那曲市 ནག་ཆུ་གྲོང་ཁྱེར       | Nàqū Shì nag chu grong khyer Nagqu Chongkyir            | 352,192.31           | 504,838                 | 色尼区               | 1                    |                      | 10                   | 无                   |
| — 地区 — |                         |                                                         |                      |                         |                      |                      |                      |                      |                      |
| 542500 | 阿里地区 མངའ་རིས་ས་ཁུལ    | Ālǐ Dìqū mnga' ris sa khul Ngari Sakü                   | 337,174.95           | 123,281                 | 噶尔县               |                      |                      | 7                    | 境内部分地区         |

## 政治
| 机构     | · 中国共产党 · 西藏自治区委员会 | 西藏自治区人民代表大会 常务委员会 | 西藏自治区人民政府 | · 中国人民政治协商会议 · 西藏自治区委员会 |
| 职务     | 书记                            | 主任                              | 主席               | 主席                                      |
| -------- | ------------------------------- | --------------------------------- | ------------------ | ----------------------------------------- |
| 姓名     | 王君正                          | 严金海                            | 嘎玛泽登           | 帕巴拉·格列朗杰                           |
| 民族     | 汉族                            | 藏族                              | 藏族               | 藏族                                      |
| 籍贯     | 山东省临沂市                    | 青海省民和回族土族自治县          | 西藏自治区江达县   | 四川省理塘县                              |
| 出生日期 | 1963年5月（62歲）               | 1962年3月（63歲）                 | 1967年12月（57歲） | 1940年2月（85歲）                         |
| 就任日期 | 2021年10月                      | 2025年1月                         | 2024年11月         | 1993年1月                                 |

| 中共西藏地方组织负责人 - 张国华（1950年1月—1951年6月、1965年9月—1967年2月） - 范明（西藏工委书记，1951年6月—12月） - 张经武（1952年3月—1965年8月） - 任荣（1971年8月—1980年3月） - 阴法唐（1980年3月—1985年6月） - 伍精华（1985年6月—1988年12月） - 胡錦濤（1988年12月—1992年10月） - 陳奎元（1992年11月—2000年9月） - 郭金龍（2000年9月—2004年12月） - 杨传堂（2004年12月—2005年11月） - 张庆黎（2005年11月—2011年8月） - 陳全國（2011年8月—2016年8月） - 吴英杰（2016年8月—2021年10月） - 王君正（2021年10月—） | 西藏自治区行政长官 - 达赖喇嘛·丹增嘉措（籌備委員會主任） - 班禅额尔德尼·确吉坚赞（籌備委員會代理主任）（1959年－1964） - 阿沛·阿旺晋美（籌備委員會代理主任）（1964年12月－1965年8月） - 阿沛·阿旺晋美（人民委員會主席）（1965年9月－1968年） - 曾雍雅（革命委員會主任）（1968年9月－1970年11月） - 任荣（四川人，汉族）（1970年11月至1979年8月） - 桑吉悦希（又名天宝，四川人，藏族）（以下稱“人民政府主席”）（1979年8月—1981年4月） - 阿沛·阿旺晉美（1981年－1983年） - 多杰才旦（1983年－1986年） - 多吉才让（1986年-1990年） - 江村罗布（四川人，藏族）（1990年-1998年） - 列确（1998年5月－2003年5月） - 向巴平措（2003年5月－2010年1月） - 白瑪赤林（2010年1月－2013年1月） - 洛桑江村（2013年1月－2017年1月） - 齐扎拉（云南人，藏族）（2017年1月－2021年10月） - 严金海（青海人，藏族）（2021年10月－2024年11月） - 嘎玛泽登（2024年11月－） |

## 經濟

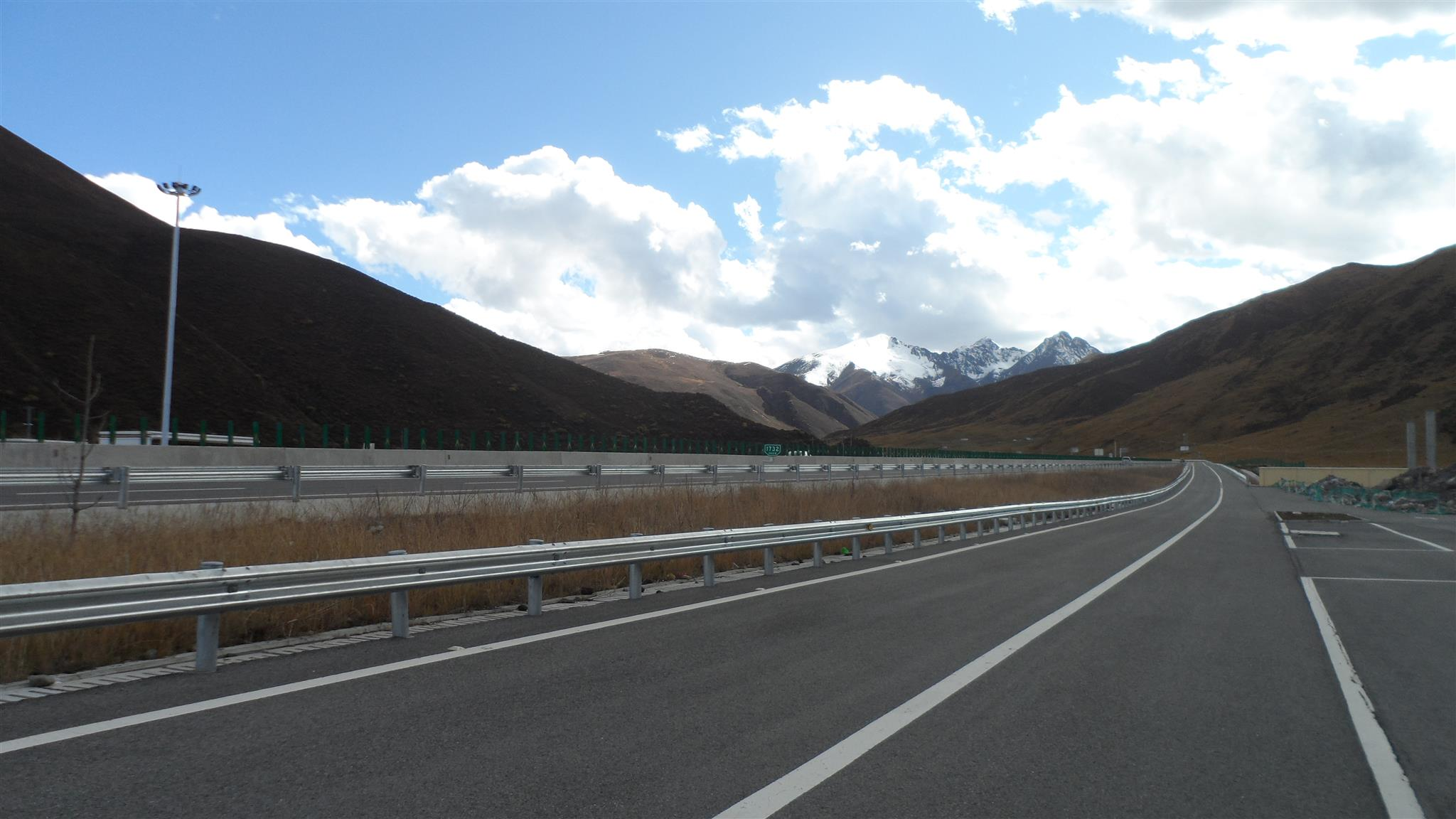
连接拉萨与林芝的拉林高等級公路

西藏是中国第三产业比重最高的省份之一，仅次于北京市，主要为旅游业的第三产业所占GDP总量的50.13％（2020年），总额达到953.84亿元。自治区政府财政长期依赖中央政府的转移支付，拨款补助长期达到当地收入的95%左右，2020年降至85%。
2007年GDP总量342.19亿元，同比增长14%。其中，第一产业55.33亿元，第二产业96.57亿元，第三产业190.29亿元；人均GDP达12,109元。
2012年，西藏自治区实现地区生产总值701.03亿元，人均地区生产总值22936元。
2013年，西藏自治区实现地区生产总值807.67亿元，其中：第一产业增加值86.82亿元；第二产业增加值292.92亿元；第三产业增加值427.93亿元。人均地区生产总值26068元。在全区生产总值中，第一、二、三产业增加值所占比重分别为10.7%、36.3%、53.0%，与2012年相比，第一产业比重下降0.8个百分点，第二产业提高1.9个百分点，第三产业下降0.9个百分点。
2020年，西藏自治区实现地区生产总值1902.74亿元。农村居民人均可支配收入达到了14598元，比上年增长了12.7%。

### 农业
西藏的耕地面积绝大部分分布在江河幹、支流的河谷阶地、山麓斜坡、冲积扇地和湖泊平原一带，其农业类型被称为“河谷农业”。而且大部耕地是由草甸土、亚高山草原土、亚高山草甸土等开垦而来的。土壤类型因分布环境条件不同，在质地上有很大差异。大部分耕地的有机质含量低，即使有少数土地含腐植质较多，亦因温度低，微生物繁殖慢、数量少、分解缓慢，很少被作物所吸收。部分耕地还存在着地面不平整、耕层较浅、砂性重、石砾多、质地偏粗、易漏肥等现象。在复种区耕作土壤的潜在肥力和较大肥力较高，供氮和供磷能力也较强。到1998年为止，包括部分原有的梯田，西藏已建成梯田、园田和平整土地100多万亩，按农业人口的劳动力平均，每人接近一亩。在土质改造方面，进行黏掺沙、沙掺粘，种植豆科作物，多施有机肥料，使部分土壤质地得到改良。
2019年西藏自治区全区60个农业县（区）共有耕地663.37万亩，但其中“所处环境气候条件较恶劣，基础地力相对较差，生产障碍因素突出”被评为七等至十等的耕地占耕地总面积的86.58%。

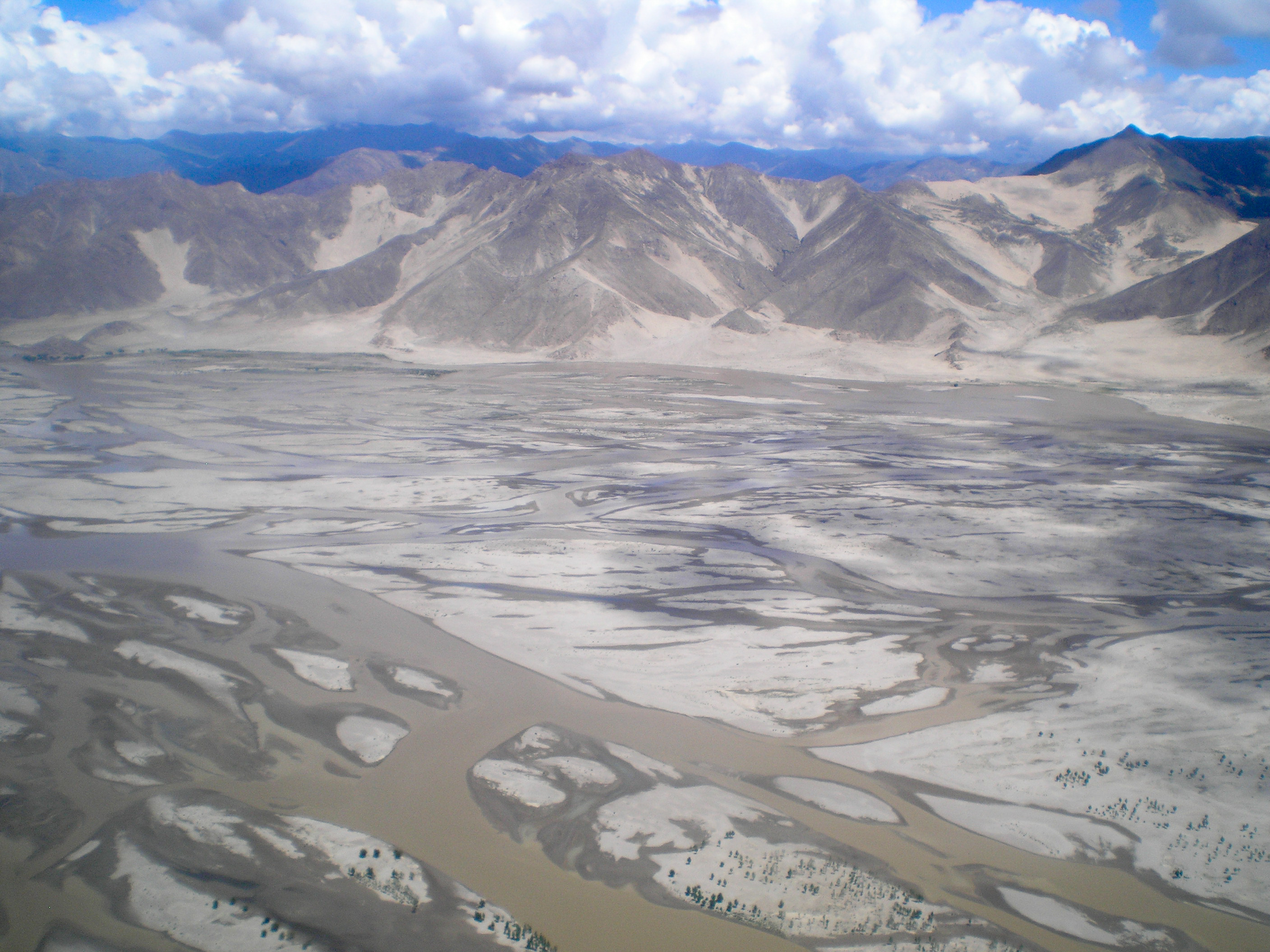
雅鲁藏布江

素有“西藏粮仓”之称的雅鲁藏布江中游幹、支流河谷地带，位于喜马拉雅山脉与冈底斯山-念青唐古拉山脉之间，西起拉孜，东至桑日，东西长约500公里，南北宽处达200公里，窄处仅50公里左右。包括拉萨、山南、日喀则三个地、市的22个县和5个国营农场，是西藏最重要的河谷农业区和商品粮基地，也是自治区的政治、经济、文化、交通中心。

### 各省援助
1984年中央发起各省政府对口支援西藏各地政府建设基础设施，称43项援藏工程。自1995年起，全国各省对口支援西藏常态化，各省区市长期无偿向西藏援助资金和物资，推动西藏经济发展和社会进步。与此同时，各省还向西藏输送专业技术人才和企业经营管理人才（即援藏干部），促进西藏人才建设和干部发展，以激活其经济自发动力。

### 旅游业

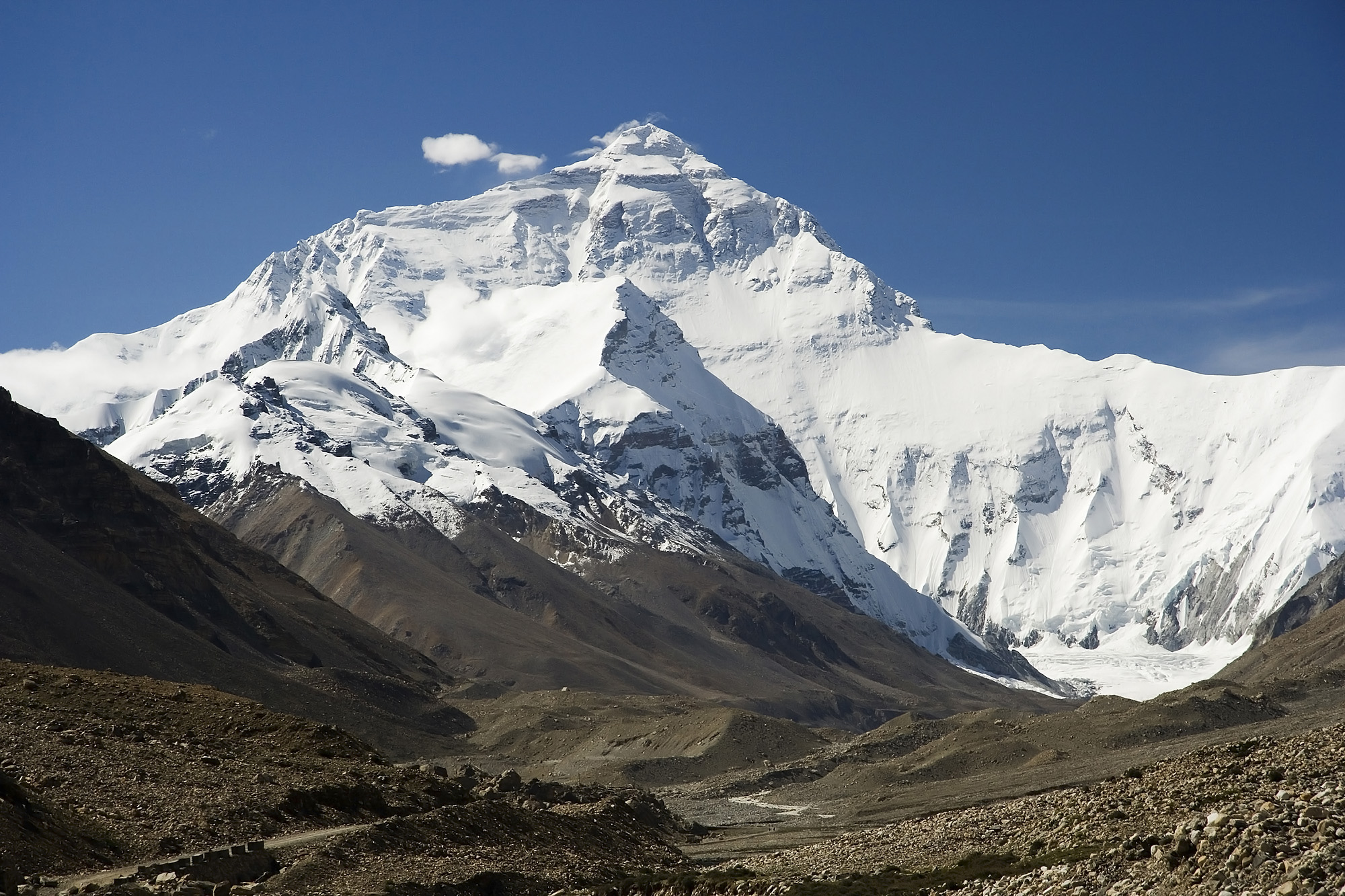
珠穆朗玛峰

西藏旅游资源丰富，其自然和人文景观得天独厚。旅游业已成为西藏发展战略之一。2015年西藏累计接待游客突破2000万人次，全年旅游总收入达280亿元，占全区生产总值25％以上，对经济增长的贡献率超过20%。预计到2020年，西藏年接待游客将突破3000万人次，年旅游总收入突破550亿元。但同时，西藏旅游资源也很脆弱，随着大量游客涌入西藏，西藏的民族文化、风俗习惯难免受到影响和冲击。故現時在开发旅游资源的同时，亦提倡進行數量限制和管理，保護本地風土的習俗。由於涉及領土爭議地帶，為保障西藏生態資源與邊境安全，根据规定，外籍记者、外交官、专业摄影师、外国官员，未经许可不得进入西藏，只有西藏外事办可以处理其入藏函申请。印度教徒不允许通过西藏旅行社前往西藏的阿里地区。除此之外，所有的外籍游客需通过西藏旅行社申请入藏函，方可在西藏旅游。挪威及不丹游客近年亦已经可以申请获得入藏函。

## 交通

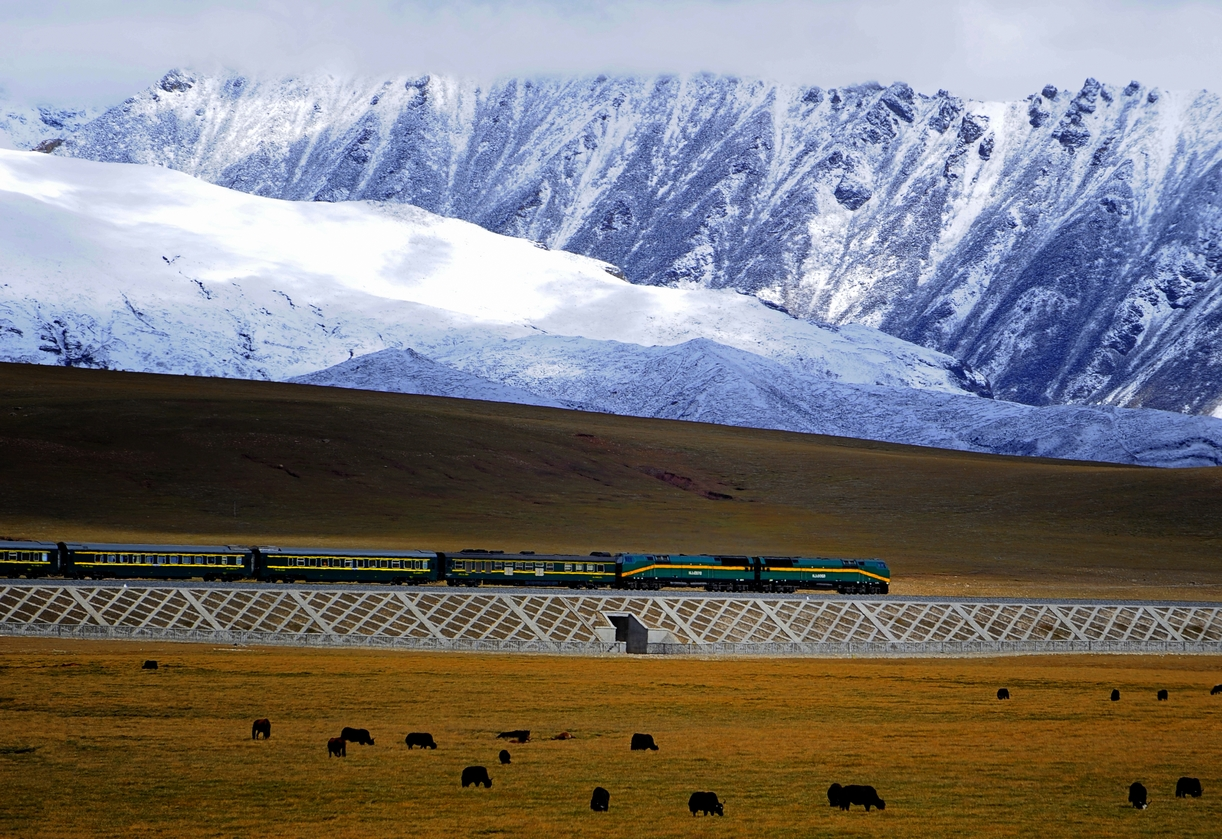
羊八井以北的冰川和青藏铁路

古時西藏對外來往仰賴的是獸力運輸與西方的採礦建設協助，目前西藏自治区已实现县乡村全部通公路，通车里程11.88万公里。开通国际国内航线140条，通航城市66个。
- 公路：青藏公路、新藏公路、川藏公路、滇藏公路、拉萨至贡嘎机场高速公路、拉林公路
- 铁路：青藏鐵路、拉日铁路、拉林鐵路
- 航空：拉萨贡嘎机场、昌都邦达机场、林芝米林机场、阿里昆莎机场、日喀则和平机场、那曲達仁機場（规划中）

## 人口

### 概况
2022年末，全区常住人口总数为364万人。 其中，城镇人口136万人，占总人口的37.36%；乡村人口228万人，占总人口的62.64%。 人口出生率14.24‰，死亡率5.48‰，自然增长率8.76‰。
据《西藏自治区第七次全国人口普查主要数据公报》，截至2020年11月1日零时，西藏自治区常住人口为3,648,100人。与2010年第六次全国人口普查相比，十年间西藏常住人口增加645,934人，增长21.52%，年平均增长率为1.97%。其中城镇人口130.34万人，占总人口的35.73%；乡村人口234.47万人，占总人口的64.27%。
西藏自治区常住人口中，藏族人口为3,137,901人，占86.01%；汉族人口为443,370人，占12.15%；其他少数民族人口为66,829人，占1.83%。同2010年第六次人口普查相比，藏族人口增加421,512人，其他少数民族人口增加26,315人，汉族人口增加198,107人。
全区常住人口中，0-14岁人口为894,865人，占24.53%；15-59岁人口为2,442,251人，占66.95%；60岁及以上人口为310,984人，占8.52%。同2010年第六次全国人口普查相比，0-14岁人口的比重上升0.16个百分点，15-59岁人口的比重下降1个百分点，60岁及以上人口的比重上升0.85个百分点。在性别构成上，男性人口为1,913,588人，占52.45%；女性人口为1,734,512人，占47.55%。总人口性别比（以女性为100，男性对女性的比例）由2010年第六次全国人口普查的105.69上升为110.32。

### 教育

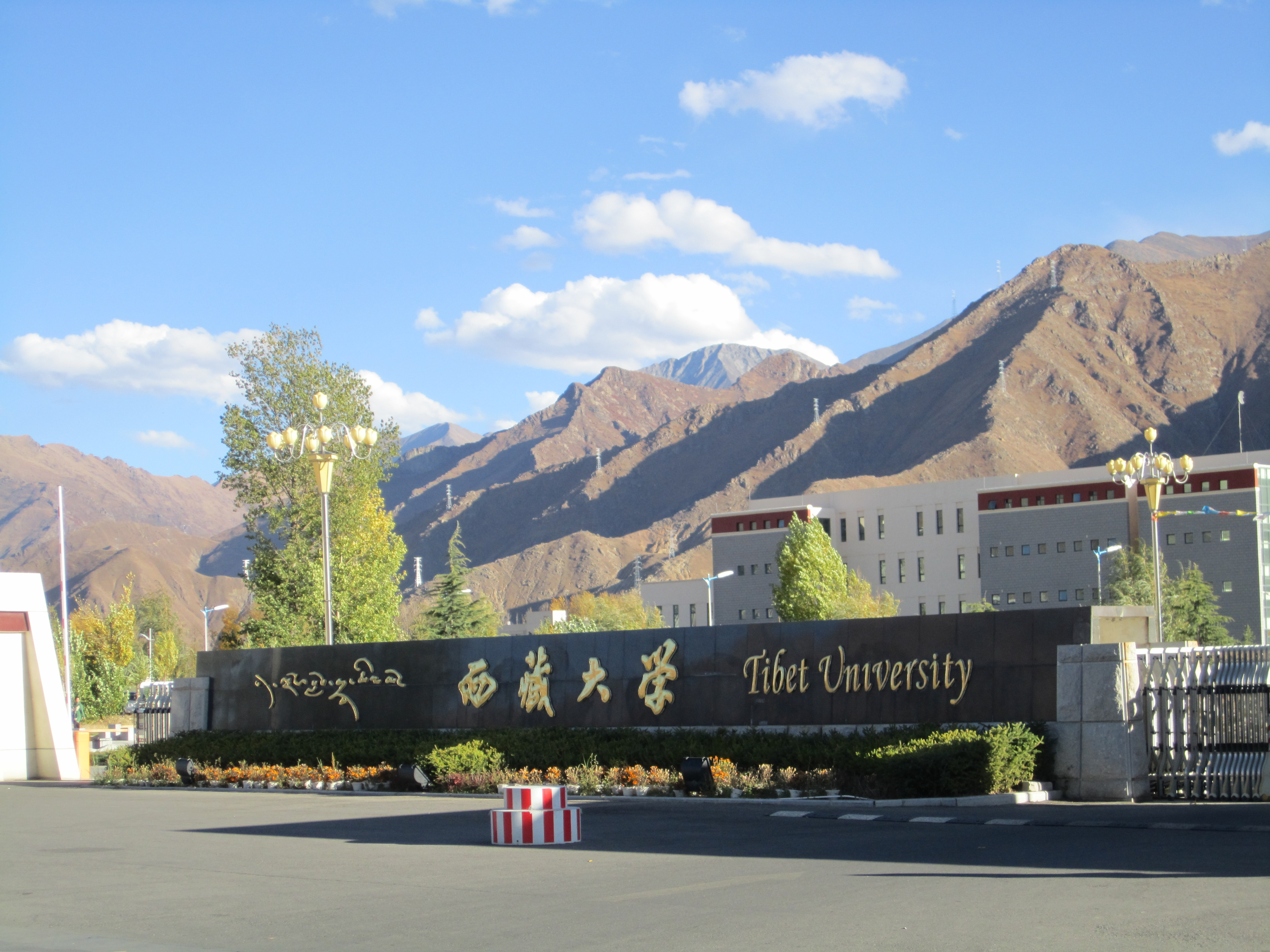
西藏大学新校区

数据显示，从2000年到2010年间西藏人口受教育程度有了大幅提高。全区常住人口中，具有大学（指大专以上）文化程度的人口为 165,332人；具有高中（含中专）文化程度的人口为131,024人；具有初中文化程度的人口为385,788人；具有小学文化程度的人口为1,098,474人（以上各种受教育程度的人包括各类学校的毕业生、肄业生和在校生）。同2000年第五次全国人口普查相比，每10万人中具有大学文化程度的由1,282人上升为5,507人，具有中学文化程度的由9,891人上升为17,214人，具有小学文化程度的由30,441人上升为36,589人。
西藏全区除少数城镇以汉族学生为主的小学以汉语进行教学外，在农牧区和城镇绝大多数小学都把藏文作为学校的主课之一，語言課程实行藏汉文同步教学，其它课程则均使用藏语授课。除此以外，西藏学生从初中开始，会有部分前往发达地区学校就读，建設的學校也越來越多，高等課程在國家的文化保護政策之下，藏民有受教育的額員優待等少數民族補助。西藏高等院校有西藏大学、西藏民族大学、西藏藏医药大学、西藏农牧学院等。
中国政府利用寄宿学校来压制西藏人民的文化和藏语。根据西藏行动中心的统计，有80万至90万名6至18岁的藏族儿童住在官办寄宿学校中。在寄宿学校中，儿童通常被迫与父母分离，受到政治灌输，并受到体罚。

## 文化

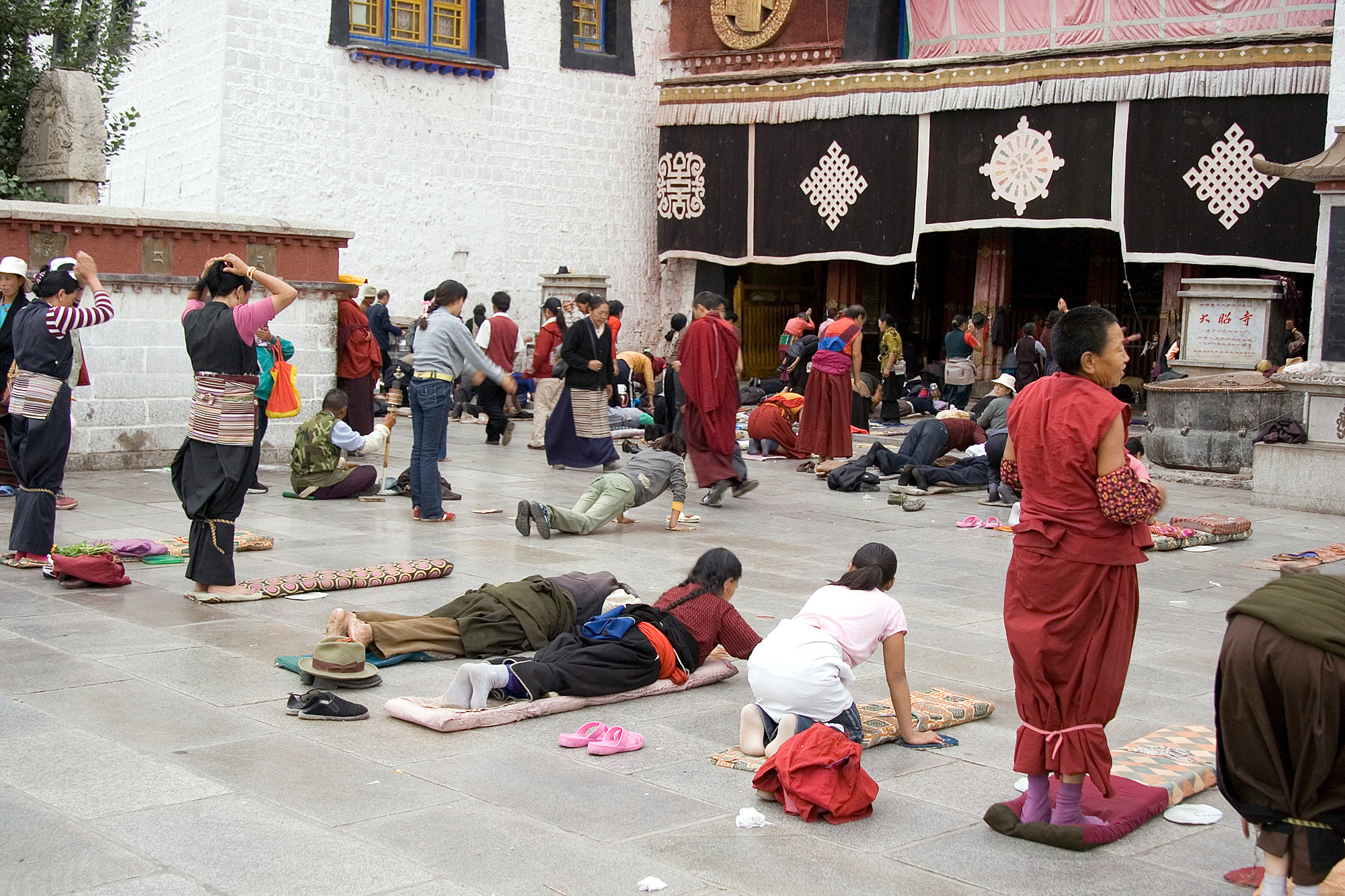
在大昭寺拜谒的藏传佛教信众

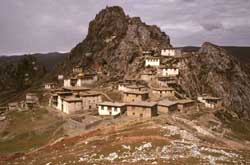
位于西藏北部的苯教寺庙

### 宗教
西藏宗教
西藏的宗教主要由藏传佛教、苯教、民间宗教三种类别构成。目前，西藏自治区共有藏传佛教寺庙1,700多处，住寺僧尼约4.6万人；苯教寺庙约88座，僧人3000多，活佛93人，信教群众13万以上。藏传佛教和苯教长期以来既相互排斥、针锋相对，又互相影响、互相渗透，导致了“佛中有苯”、“苯中有佛”的局面。除神学宗教外，民间宗教至今依然在民间特别是边远地区具有一定的影响，但民间宗教相对缺少系统理论、没有专门活动场所及职业宗教者集团。
除此之外，西藏还有伊斯兰教和天主教。区内清真寺4座，伊斯兰教信众约3000多人；天主教堂1座，教民700多人。

## 遗址
截至2019年西藏自治区共有重点文物保护单位70处。2015年—2019年，西藏申请国家文物保护专项补助项目，涉及国家级重点文物保护单位的180个保护项目，投入资金达10.02亿元。四年间，西藏地方财政下达资金3.6亿元，用于69处自治区级文物保护单位的保护维修工作。

## 特产
- 藏獒
- 藏狐
- 藏羚羊
- 藏雪鸡
- 野牦牛
- 酥油茶
- 青稞酒
- 藏香猪
- 糌耙

## 延伸阅读
[在维基数据编辑]
 《清史稿/卷525》，出自趙爾巽《清史稿》

### 引用
1. ↑   . 维基文库.
2. ↑  陳慶英《漢文“西藏”一詞的來歷簡說》，〈燕京學報〉（六），1999-05，第129-139頁
3. ↑  李勤璞. . 《历史研究》. 2016年, (第5期): 176–184頁.
4. ↑  石硕. 仁增才让 , 编. . 中国藏学. 2013-12-04. （原始内容存档于2022-10-20）.
5. ↑  董尼德. . . 由蘇瑛憲翻译. 時報文化. 1994年4月  [2005-01-27]. ISBN 9571310409. （原始内容存档于2004-12-10） –西藏之頁.
6. ↑  . 財團法人達賴喇嘛西藏宗教基金會.   [2008-09-30]. （原始内容存档于2008-02-12）.
7. ↑  . 中央研究院歷史語言研究所.   [2008-09-30]. （原始内容存档于2008-09-18）.
8. ↑  John Vincent Bellezza: The Liturgies and Oracular Utterances of the Lha-pa of Upper Tibet[永久]
9. ↑  .   [2011-10-05]. （原始内容存档于2007-09-26）.
10. ↑  任乃强: 《四川上古史新探》, 3页
11. ↑  范文澜: 《中国通史》第四册, 6页
12. ↑  范文澜: 《中国通史》第四册, 47页
13. ↑  Buswell, Jr, Robert E.; Lopez, David S. . . Princeton University Press. 2017年7月20日  [2021年7月4日]. doi:10.1093/acref/9780190681159.001.0001/acref-9780190681159-e-5174. （原始内容存档于2022年6月15日） –www.oxfordreference.com.
14. ↑  李江琳. . 聯經. 2010-07-01. ISBN 9789570836387 （中文（臺灣））.
英文版是. 哈佛大學出版社. ISBN 978-0674088894.
15. ↑  . Lawtw.com. 2012-07-18  [2017-05-23]. （原始内容存档于2017-02-16）.
16. ↑  . 中华人民共和国民政部.   [2017-08-19]. （原始内容存档于2015-04-02）.
17. ↑  西藏自治区国土资源厅; 西藏自治区第二次土地调查领导小组办公室. . 2016.
18. 1 2  . 西藏自治区统计局.   [2021-09-22]. （原始内容存档于2022-06-18）.
19. ↑  中华人民共和国民政部. . China Statistics Press. August 2014. ISBN 978-7-5037-7130-9.
20. ↑  . 中国经济网. 2021-10-19  [2021-10-19]. （原始内容存档于2021-11-19）.
21. ↑  . 新华网. 2024-10-29  [2024-12-21]. （原始内容存档于2024-12-21）.
22. ↑  . 西藏生态环境厅. 2024-11-29  [2024-12-21]. （原始内容存档于2024-12-21）.
23. ↑  . 中国西藏网. 2018-01-30  [2018-03-05]. （原始内容存档于2018-06-12）.
24. ↑  . 西藏自治区统计局. 2021-04-08  [2023-08-17]. （原始内容存档于2023-08-17）.
25. ↑  . 中新网. 2009-03-22  [2021-04-21]. （原始内容存档于2021-05-07）.
26. ↑  . 中华人民共和国中央政府门户网站. 2008-04-01  [2021-04-21]. （原始内容存档于2021-04-21）.
27. ↑  . 新华网. 2015-04-15  [2021-04-21]. （原始内容存档于2021-05-07）.
28. ↑  . 西藏自治区人民政府. 2020-01-26  [2021-04-21]. （原始内容存档于2021-05-07）.
29. 1 2  . 新华社. 2021年5月22日  [2023年8月23日]. （原始内容存档于2022年5月24日）.
30. ↑  . 西藏自治区农业农村厅.   [2021-06-21]. （原始内容存档于2022-06-15）.
31. ↑  . 中华人民共和国中央人民政府门户网站. 2009-08-28  [2021-04-21]. （原始内容存档于2021-04-21）.
32. ↑  . 人民网. 2020-09-21  [2021-04-21]. （原始内容存档于2021-05-07）.
33. ↑  蔡国裕.  (PDF). 蒙藏委员会.   [2016-12-15]. （原始内容 (PDF)存档于2017-03-05）.
34. ↑  肖正春. . 中国西藏之声网. 2016-08-05  [2016-12-15]. （原始内容存档于2017-03-05）.
35. ↑  . 中国西藏旅游网. 西藏旅游前9个月接待游客2100万人次. 2016-10-30  [2016-12-19]. （原始内容存档于2017-02-19）.
36. ↑  吴必虎; 余青. . 民族研究. 2000年, (第4期): 第92页.
37. ↑  宗晓莲. . 民族研究. 2001年, (第3期): 第87页.
38. ↑  . 西藏中国旅行社.   [2023-08-10]. （原始内容存档于2023-08-17）.
39. ↑  . 中国西藏旅游网. 2019-04-04  [2023-08-17]. （原始内容存档于2023-08-17）.
40. ↑  .   [2020-08-26]. （原始内容存档于2017-07-07）.
41. ↑  . Tibetpedia. 2016年7月16日  [2020年8月26日]. （原始内容存档于2021年5月8日）.
42. ↑  . www.xizang.gov.cn.   [2023-11-03].
43. ↑  西藏常住人口汉族仅占8% （页面存档备份，存于）人民网, 2011-5-5。
44. ↑  . BBC News 中文. 2024-03-10  [2025-08-11] （中文（繁體））.
45. ↑  . www.abc.net.au. 2025-07-01  [2025-08-11] （澳大利亚英语）.
46. ↑  . 2025-01-25  [2025-08-11] （中文）.
47. ↑  Internazional Religious Freedom Report 2012 （页面存档备份，存于） by the US government. p. 20: «Most ethnic Tibetans practice Tibetan Buddhism, although a sizeable minority practices Bon, an indigenous religion, and very small minorities practice Islam, Catholicism, or Protestantism.  Some scholars estimate that there are as many as 400,000 Bon followers across the Tibetan Plateau.  Scholars also estimate that there are up to 5,000 ethnic Tibetan Muslims and 700 ethnic Tibetan Catholics in the TAR.»
48. ↑  Min Junqing. The Present Situation and Characteristics of Contemporary Islam in China. JISMOR, 8. 2010 Islam by province, page 29 （页面存档备份，存于）. Data from: Yang Zongde, Study on Current Muslim Population in China, Jinan Muslim, 2, 2010.
49. 1 2 3  西藏的宗教 （页面存档备份，存于），人民网>西藏频道。
50. ↑  . baijiahao.baidu.com.   [2021-06-21]. （原始内容存档于2022-05-22）.